# Президентські вибори у США 1916
Президентські вибори в США 1916 року проходили 7 листопада на тлі палаючої в Європі Першої світової війни. Громадська думка в ще нейтральних Сполучених Штатах схилялася до сил альянсу Британії та Франції певною мірою через жорстоке поводження німецької армії з цивільним населенням окупованої Бельгії та північної Франції. Однак, попри це США хотіли уникнути залучення у війну та воліли продовжувати політику нейтралітету. Президент-демократ Вудро Вільсон у складній боротьбі випередив кандидата від республіканців суддю Верховного суду Чарльза Еванса Г'юза й залишився на другий термін.

## Вибори

### Кампанія

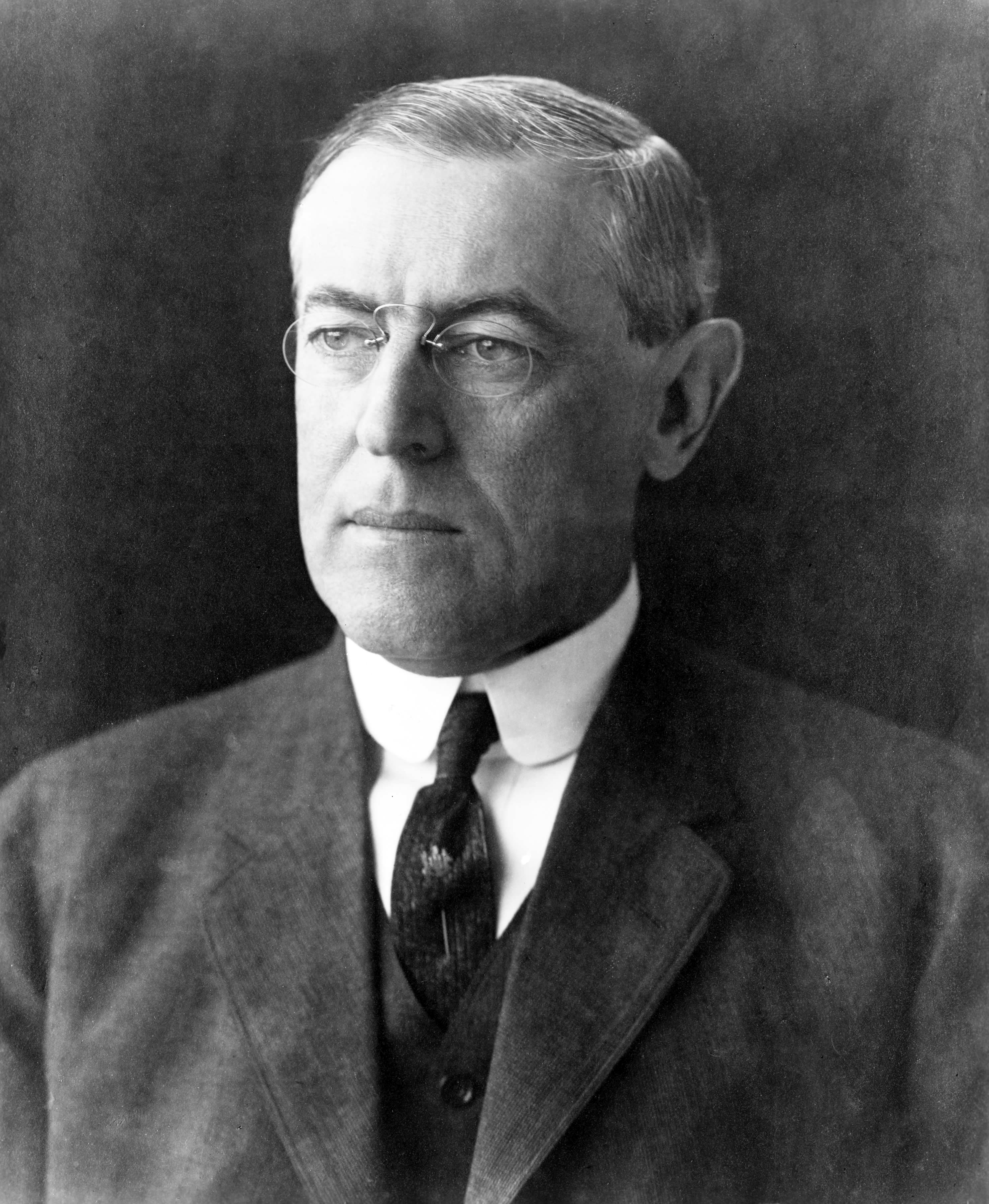
На виборах 1916 року Вудро Вільсон був переобраний президентом США.

Війна в Європі домінувала у передвиборній кампанії обох кандидатів. Вудро Вільсон виступав за збереження нейтралітету. Його гасло «Він рятує нас від війни» було вкрай популярним. Г'юз в своїй програмі закликав до більшої мобілізації та готовності, що провільсонівськими газетами підносилося як секретні плани Г'юза втягнути Америку у війну в Європі. Вільсон зміг змусити Німеччину припинити необмежену війну підводних човнів, що зробило його мирну платформу маловразливою для Г'юза. Республіканська критика фокусувалася на вільсоновскій інтервенції в Мексику, де США підтримували певні фракції в мексиканській громадянській війні, і на підтримці Вільсоном законів на користь робітників, таких як введення 8-годинного робочого дня. Г'юз аргументував це тим, що ці закони загрожують інтересам бізнесу. Цю критику не підтримувало населення, особливо робітники. Однак, Г'юз мав підтримку все ще популярного Теодора Рузвельта та Республіканської партії, що була тоді найбільшою партією США.
Вважається, що більшу роль у поразці Г'юза зіграла його ненавмисна помилка в Каліфорнії. Справа в тому, що перед самими виборами Г'юз робив турне по штатах та, будучи в Каліфорнії на Лонг-Біч, зупинився в тому ж готелі, що і Хірем Джонсон, республіканський губернатор Каліфорнії. Можливо, не знаючи про це, Г'юз не зайшов до Джонсона для привітання, що, мабуть, образило останнього, оскільки на виборах він не надав повної підтримки республіканському претендентові. Г'юз лише трохи відстав від Вільсона у Каліфорнії, що могло б і не статися в разі активної підтримки губернатора.

### Результати
У підрахунках результатів виборів Г'юз лідирував у Східних штатах та штатах Середнього Заходу і кілька газет поспішили оголосити його переможцем. Однак, коли прийшли повні результати, то виявилося, що переміг Вільсон. У багатьох штатах його відрив був невеликий. У Каліфорнії Вільсон набрав лише на 3800 голосів більше Г'юза з мільйона загального числа голосів.
| Кандидат              | Партія                 | Виборці    | Виборці | Виборники |
| Кандидат              | Партія                 | Кількість  | %       | Виборники |
| --------------------- | ---------------------- | ---------- | ------- | --------- |
| Вудро Вільсон         | Демократична партія    | 9 126 868  | 49,2 %  | 277       |
| Чарльз Еванс Г'юз     | Республіканська партія | 8 548 728  | 46,1 %  | 254       |
| Аллан Луїс Бенсон     | Соціалістична партія   | 590 524    | 3,2 %   | 0         |
| Джеймс Франклін Хенлі | Prohibition            | 221 302    | 1,2 %   | 0         |
| інші                  |                        |            |         |           |
| 49 163                | 0,3 %                  | 0          |         |           |
| Усього                | Усього                 | 18 536 585 | 100 %   | 531       |

### Цікаві факти
Популярна історія розповідає, що Г'юз у ніч, коли вівся підрахунок голосів, пішов спати, думаючи, що він виграв вибори. Коли вранці репортер подзвонив, щоб дізнатися про реакцію Г'юза на повернення Вільсона, хтось (різні варіанти приписують це синові Г'юза або одному з його слуг) відповів: «Президент спить». «Коли він прокинеться, скажіть йому, що він більше не президент», — швидко знайшовся репортер.